# Oreoderus gravis
Oreoderus gravis är en skalbaggsart som beskrevs av Gilbert John Arrow 1910. Oreoderus gravis ingår i släktet Oreoderus och familjen Cetoniidae. Inga underarter finns listade i Catalogue of Life.